# 萧家庄遗址
萧家庄遗址，位于山东省潍坊市青州市谭坊镇萧家庄，是中华人民共和国山东省文物保护单位之一。
1977年12月23日，授予山东省文物保护单位，是一座古遗址。